# Nieuwpoort

Mapa de Nieuwpoort

Nieuwpoort es una commune o término municipal de Bélgica, situada en la provincia de Flandes Occidental. A comienzos de 2018 contaba con una población total de 11.565 personas. La extensión del término es de 31,00 km², con una densidad de población de 373 habitantes por km².

## Geografía
El río Yser desemboca en el mar del Norte en la ciudad de Nieuwpooort.

### Secciones del municipio
El municipio comprende los antiguos municipios, que se fusionaron en 1977:
| - Nieuwpoort - Ramskapelle - Sint-Joris |

## Demografía

### Evolución
Todos los datos históricos relativos al actual municipio, el siguiente gráfico refleja su evolución demográfica, incluyendo municipios después de efectuada la fusión el 1 de enero de 1977.
| Gráfica de evolución demográfica de Nieuwpoort entre 1846 y 2020 |
|                                                                  |

## Historia
Perteneciente a los Países Bajos de los Habsburgo, fue ocupada por los rebeldes neerlandeses de 1577 hasta su toma por las tropas españolas el 23 de julio de 1583. En 1600 se desarrolló en este lugar la batalla de Nieuwpoort, entre españoles y holandeses. A pesar de la victoria neerlandesa, la ciudad permanecería en poder español, hasta 1706 cuando es conquistada por la tropas de la Alianza de La Haya. En 1714 fue transferida a los Países Bajos Austríacos.

## Enlaces relacionados
- Sitio oficial del municipio de Nieuwpoort

- Datos: Q623310
- Multimedia: Nieuwpoort, Belgium / Q623310

1. ↑  Worldpostalcodes.org, código postal n.º 8620.